# Jules Richard (industrial)

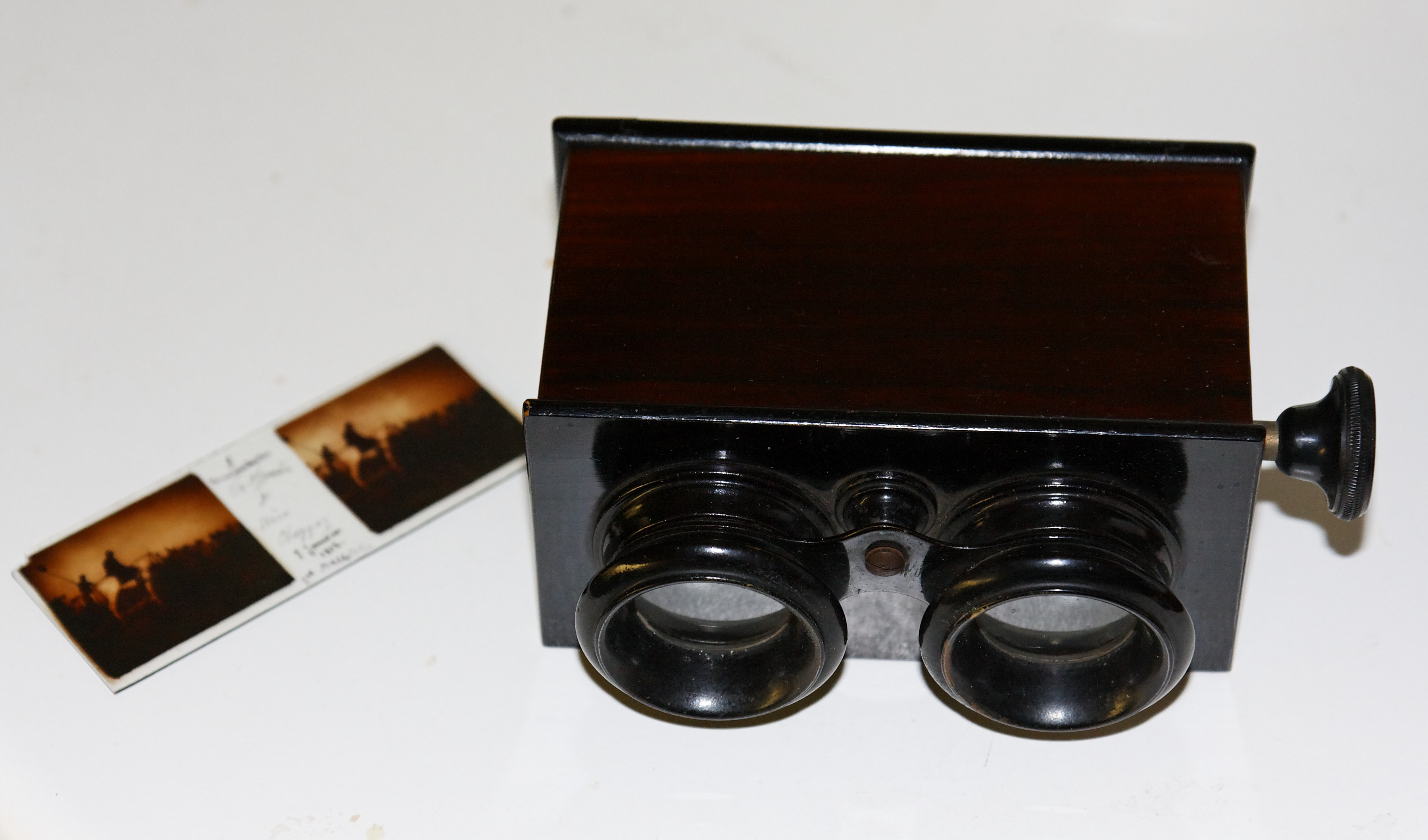
Estereoscopio "Verascopio Richard", con una placa estereoscópica 45 x 107 mm (principios del)

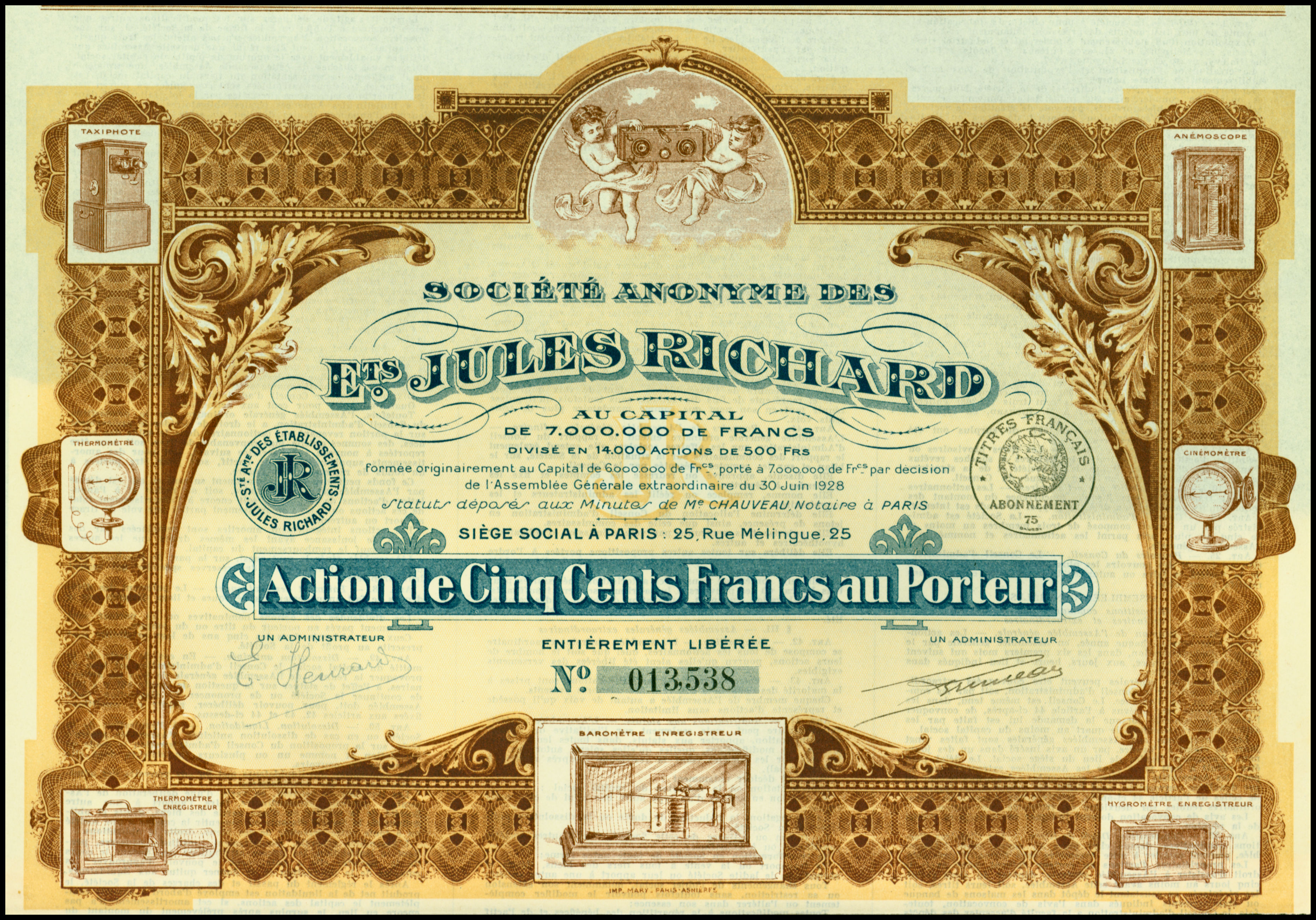
Acción de la SA de las Ets. Jules Richard con fecha del 30 de junio de 1928

Jules Richard (19 de diciembre de 1848 - 18 de junio de 1930) fue un industrial francés, fabricante de aparatos fotográficos estereoscópicos y de instrumentos de medición científica.

## Biografía
En 1866, después de tres años de aprendizaje con diversos relojeros, Jules Richard entró como técnico en una empresa de fabricación de material de telégrafos. También trabajó junto al fotógrafo Étienne Jules Marey investigando en el desarrollo de instrumentos fotográficos.
En 1871 heredó junto a su hermano la fábrica de aparatos fotográficos e instrumentos científicos de precisión de su padre, a la que nombraron Etablissements Richard Freres, y que llegó a revolucionar la observación meteorológica de finales del siglo XX. Durante medio siglo, ha sido considerado como el uno de los grandes especialistas franceses en la fotografía estereoscópica tridimensional.
Como fotógrafo, editó una gran cantidad de placas estereoscópicas tomadas en los campos de batalla y en las trincheras de la Primera Guerra Mundial. También hizo y vendió muchas fotos de desnudos.
Fue enterrado en el cementerio del Padre-Lachaise.

## Empresa Jules Richard
Su padre Felix Richard, que había sido socio del inventor del manómetro Bourdon, Eugène Bourdon, dejó en herencia a Jules Richard y su hermano Max Richard en 1871 la sociedad industrial a la que renombraron Richard Freres (Hermanos Richard), y que disolvieron en 1891. Como se puede observar en el índice del catálogo de la empresa, compilado por el ingeniero militar Hippolite Sebert, ya en 1886 fabricaban multitud de instrumentos de precisión tanto de laboratorio como meteorológicos.
Richard continuó dirigiendo la empresa, cambiándole el nombre por Jules Richard Instruments, aunque durante unos años el monograma 'RF' se mantuvo como símbolo de la firma. En 1999 Jules Richard Instruments compra la sociedad Industrias Maxant Berruet, que se fusionan en 2008 bajo el nombre JRI.
Su hermano se dedicó a este oficio y finalmente se convirtió en socio de Léon Gaumont en la fundación de la famosa compañía cinematográfica Gaumont.

### Instrumentos

#### El Verascope Richard

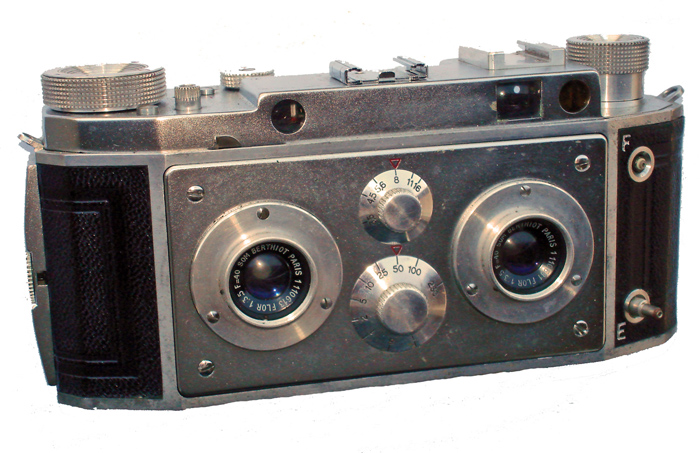
Cámara estereoscópica "Verascopio 40", producido por Ets. Jules Richard entre 1939 y 1967

Jules Richard destacó particularmente en la construcción de cámaras estereoscópicas tanto con placa como con película.
En 1893, patentó su cámara estereoscópica Vérascope, totalmente metálica, los formatos del cristal de negativo de 60 × 130 mm y 45 × 107 mm. La distancia focal del modelo 6, comercializado en 1923, era de 55mm, con una apertura de hasta 4'5f. En 1905 empezó a producir el modelo Homeoscope, la primera cámara de película estereoscópica de 35 mm, en formato 24 × 18 mm.

#### El Taxiphote
El Taxiphote Stereo-Classeur fue patentado en 1899 y se vendió bien hasta la década de los años 30. Es un instrumento que permite visualizar fotografías estereoscópicas, que la empresa diseñó y comercializó para poder visualizar las fotografías tomadas con el Verascopio. Lleva unas lentes de vidrio de 45x107 mm y permite el ajuste de enfoque.
Además mediante un sistema de palancas permite visualizar hasta 25 transparencias por carrete, y otra pestaña posiciona la placa para poder leer pequeños textos que pueden tener las fotografías en uno de los lados. Lo diseñaron con un compartimento en la parte inferior para poder guardar varios carretes.

#### El Glyphoscope
La cámara estereoscópica glyphoscope se comercializó desde 1904 hasta finales de la década de 1930, y se diseñó como un modelo más económico que el Verascope. Utiliza placas de vidrio individuales, en vez del carrete que usaba el modelo Verascope, y retirando el obturador se podía usar también como visor. Se llegaron a fabricar tres modelos hasta 1933 que presentaban algunos cambios en los materiales de construcción y alguna otra característica como una velocidad mejorada de obturador en el modelo 6.

#### Instrumentos meteorológicos
Jules Richard hizo un gran progreso en la ciencia meteorológica al desarrollar numerosos instrumentos meteorológicos portátiles, simples, económicos, confiables y equipados con un sistema de registro. Los instrumentos meteorológicos de registro lograron un enorme éxito durante la década de 1880, y fueron adoptados como estándares oficiales por la marina francesa en 1887 e instalados en la parte superior de la Torre Eiffel en 1889. También diseñaron instrumentos de registro para globos y cometas meteorológicos anclados a tierra desde finales del siglo XIX, o posteriormente desarrollaron modelos para realizar registros montados en un avión.
Un higrómetro de registro de cabello, que utiliza las características del cabello para deformarse bajo la influencia de la humedad ambiental, ya que varía en su longitud.
Un termógrafo o termómetro registrador.
Patentó en 1880 el primer barógrafo aneroide, presentado en la Exposición Universal de París de 1867, un barómetro portátil y económico que podía registrar en papel las lecturas de la presión de aire.
Un termobarómetro registrador, que combina un barógrafo y un termógrafo en el mismo instrumento.
Un pluviómetro registrador basculante: cada vez que se llena uno de los cubos, se inclina la palanca y este movimiento queda registrado en el cilindro.
Un anemógrafo, un anemómetro que registra la velocidad o las cuatro direcciones principales del viento. Durante la Primera Guerra Mundial el anemómetro de mano con dial de Jules Richard fue uno de los utilizados por el ejército francés aliado para detectar la dirección del viento y así poder prever la llegada de los gases venenosos a las trincheras.

## Fundación y Escuela Jules Richard
Debido a la necesidad de contar con trabajadores cualificados para la fabricación de instrumentos de precisión Jules Richard hizo una donación de 6 millones de francos a la ciudad de París para la creación una fundación y una escuela que todavía lleva su nombre, la Escuela Tecnológica Privada Jules Richard. Se fundó en el edificio de la escuela para niños de la esquina de rue des Alouettes y rue Carducci, construida en 1917, y que había sido deshabitada después de la Primera Guerra Mundial. La escuela no aceptó a una estudiante mujer hasta el año 1973. Actualmente es una escuela privada pero en su origen fue pública y gratuita, con formación especializada en microtecnología. Hoy el establecimiento tiene dos sucursales, una especializada en micromecánica y otra en diseño industrial.
A partir de 1928 los exalumnos de la escuela Jules Richard crearon la asociación cultural Amicale Jules Richard, que sigue activa hoy en día.